# Valentino Müller
Valentino Müller (Lustenau, 19 gennaio 1999) è un calciatore austriaco, centrocampista del WSG Tirol.

## Carriera

### Club
Ha esordito il 24 luglio 2016 con la maglia dell'Altach in occasione del match perso 2-0 contro il Wörgl.

### Nazionale
Ha giocato nelle nazionali giovanili austriache Under-15, Under-16, Under-17 ed Under-18.